# Jolanta Szymanek-Deresz
Jolanta Dorota Szymanek-Deresz (* 12. Juli 1954 in Przedbórz; † 10. April 2010 in Smolensk) war eine polnische Politikerin, Juristin, Abgeordnete des Sejm in der V. und VI. Wahlperiode und ehemalige Leiterin der Präsidentenkanzlei unter Aleksander Kwaśniewski.

## Leben
Szymanek-Deresz stammte aus einer Juristenfamilie; ihr Vater Tadeusz Szymanek war Richter am Obersten Gericht (polnisch Sąd Najwyższy) und Vorsitzender der dortigen Kammer für Arbeits- und Sozialversicherungsrecht. Zuerst studierte sie an der Universität Łódź, jedoch wechselte sie nach zwei Jahren an die Universität Warschau. 1977 machte sie einen Abschluss an der Fakultät für Rechts- und Verwaltungswissenschaften der Universität Warschau. Nach dem Richter-Referendariat arbeitete sie als Richterin am Sąd Rejonowy (Landgericht) in Warschau. 1987 legte Szymanek-Deresz das Rechtsanwaltsexamen ab und begann, in einer Anwaltskanzlei zu arbeiten. Seit dem Jahr 1979 gehörte sie der Polska Zjednoczona Partia Robotnicza (Polnische Vereinigte Arbeiterpartei – PZPR) an.
Am. 3. Januar 2000 wurde Szymanek-Deresz Unterstaatssekretärin in der Präsidentenkanzlei, und am 13. Juni wurde sie Leiterin dieser Behörde. Am 23. Dezember 2000 wurde sie erneut in diese Funktion berufen, die sie bis zum 18. Oktober 2005 bekleidete. Bei den Parlamentswahlen 2005 wurde sie zum ersten Mal als Abgeordnete für den Wahlkreis Płock über die Liste des SLD in den Sejm gewählt. In den Wahlen 2007 wurde sie mit 20.536 Stimmen zum zweiten Mal Abgeordnete, dieses Mal über die Liste der Lewica i Demokraci (Linke und Demokraten – LiD). Szymanek-Deresz war Stellvertretende Vorsitzende der Sejm-Kommission für Auswärtige Angelegenheiten sowie Mitglied der Kommission für Verfassungsverantwortung. Ab dem 22. April 2008 war sie Mitglied der neugegründeten Fraktion Lewica. Am 1. Juni 2008 wurde sie zur Stellvertretenden Vorsitzenden des SLD gewählt.
Am 10. April 2010 gehörte Szymanek-Deresz zu einer polnischen Delegation um Staatspräsident Lech Kaczyński, die anlässlich des siebzigsten Jahrestages des Massakers von Katyn zur Gedenkstätte nach Russland reisen sollte. Bei einem Flugunfall der Delegation nahe dem Militärflugplatz Smolensk-Nord kam sie jedoch gemeinsam mit weiteren hochrangigen Repräsentanten Polens ums Leben.
Postum wurde Szymanek-Deresz am 16. April 2010 das Komturkreuz mit Stern des Ordens Polonia Restituta (Krzyż Komandorski z Gwiazdą Orderu Odrodzenia Polski) verliehen.